# Canton du Val-de-Saire
Le canton du Val-de-Saire est une circonscription électorale française du département de la Manche créée par le décret du 25 février 2014 et entrée en vigueur lors des premières élections départementales suivant la publication du décret.

## Histoire
Un nouveau découpage territorial de la Manche (département) entre en vigueur à l'occasion des élections départementales de 2015. Il est défini par le décret du 25 février 2014, en application des lois du 17 mai 2013 (loi organique 2013-402 et loi 2013-403). Les conseillers départementaux sont, à compter de ces élections, élus au scrutin majoritaire binominal mixte. Les électeurs de chaque canton élisent au Conseil départemental, nouvelle appellation du Conseil général, deux membres de sexe différent, qui se présentent en binôme de candidats. Les conseillers départementaux sont élus pour 6 ans au scrutin binominal majoritaire à deux tours, l'accès au second tour nécessitant 12,5 % des inscrits au 1er tour. En outre la totalité des conseillers départementaux est renouvelée. Ce nouveau mode de scrutin nécessite un redécoupage des cantons dont le nombre est divisé par deux avec arrondi à l'unité impaire supérieure si ce nombre n'est pas entier impair, assorti de conditions de seuils minimaux. Dans la Manche, le nombre de cantons passe ainsi de 52 à 27.
Le canton du Val-de-Saire est formé de communes des anciens cantons de Quettehou (seize communes) et de Saint-Pierre-Église (quatorze communes, dix-huit avant la création des communes nouvelles de Vicq-sur-Mer et Gonneville-Le Theil). Il est entièrement inclus dans l'arrondissement de Cherbourg. Le bureau centralisateur est situé à Saint-Vaast-la-Hougue.

## Représentation
| Période élective | Période élective | Mandat | Mandat   | Identité                 | Nuance | Nuance | Qualité |
| ---------------- | ---------------- | ------ | -------- | ------------------------ | ------ | ------ | --- |
| 2015             | 2021             | 2015   | 2021     | Christine Lebacheley     |        | DVD    | Assistante en communication, ancienne conseillère générale du canton de Saint-Pierre-Église (2004-2015), ancienne maire de Saint-Pierre-Église, vice-présidente du conseil départemental |
| 2015             | 2021             | 2015   | 2021     | Jean Lepetit             |        | DVD    | Directeur d'école, ancien conseiller général du canton de Quettehou (2008-2015), maire de Saint-Vaast-la-Hougue                                                                          |
| 2021             | 2028             | 2021   | en cours | Daniel Denis             |        | DVC    | Représentant de commerce, maire de Saint-Pierre-Église (depuis 2014) |
| 2021             | 2028             | 2021   | en cours | Brigitte Léger-Lepaysant |        | DVC    | Cadre de la fonction publique, adjointe au maire de Saint-Vaast (depuis 2020) |

### Résultats détaillés

#### Élections de mars 2015
À l'issue du 1er tour des élections départementales de 2015, deux binômes sont en ballottage : Christine Lebacheley et Jean Lepetit (DVD, 44,72 %) et Marie-Françoise Gancel et Stéphane Lemarquand (FN, 29,97 %). Le taux de participation est de 49,5 % (7 136 votants sur 14 415 inscrits) contre 50,67 % au niveau départemental et 50,17 % au niveau national.
Au second tour, Christine Lebacheley et Jean Lepetit (DVD) sont élus avec 67,12 % des suffrages exprimés et un taux de participation de 48,63 % (4 232 voix pour 7 009 votants et 14 413 inscrits).
Jean Lepetit a quitté l'UDI, dont il était le président départemental.

#### Élections de juin 2021
Le premier tour des élections départementales de 2021 est marqué par un très faible taux de participation (33,26 % au niveau national). Dans le canton du Val-de-Saire, ce taux de participation est de 35,3 % (5 055 votants sur 14 319 inscrits) contre 32,67 % au niveau départemental. À l'issue de ce premier tour, deux binômes sont en ballottage : Daniel Denis et Brigitte Léger-Lepaysant (DVC, 28,5 %) et Yves Asseline et Alexandrina Le Guillou (DVC, 24,16 %).
Le second tour des élections est marqué une nouvelle fois par une abstention massive équivalente au premier tour. Les taux de participation sont de 34,36 % au niveau national, 32,63 % dans le département et 35,34 % dans le canton du Val-de-Saire. Daniel Denis et Brigitte Léger-Lepaysant (DVC) sont élus avec 55,79 % des suffrages exprimés (2 576 voix pour 5 061 votants et 14 322 inscrits),,.

## Composition
Lors du redécoupage de 2014, le canton du Val-de-Saire comprenait trente-quatre communes entières.
À la suite de la création des communes nouvelles de Vicq-sur-Mer et Gonneville-Le Theil, le canton compte désormais vingt-neuf communes entières.
| Nom                                           | Code Insee | Intercommunalité | Superficie (km2) | Population (dernière pop. légale) | Densité (hab./km2) | Modifier                                    |
| --------------------------------------------- | ---------- | ---------------- | ---------------- | --------------------------------- | ------------------ | ------------------------------------------- |
| Saint-Vaast-la-Hougue (bureau centralisateur) | 50562      | CA du Cotentin   | 6,28             | 1 666 (2022)                      | 265                | modifier les données · modifier les données |
| Anneville-en-Saire                            | 50013      | CA du Cotentin   | 6,00             | 376 (2022)                        | 63                 | modifier les données · modifier les données |
| Aumeville-Lestre                              | 50022      | CA du Cotentin   | 2,44             | 125 (2022)                        | 51                 | modifier les données · modifier les données |
| Barfleur                                      | 50030      | CA du Cotentin   | 0,60             | 545 (2022)                        | 908                | modifier les données · modifier les données |
| Brillevast                                    | 50086      | CA du Cotentin   | 9,07             | 321 (2022)                        | 35                 | modifier les données · modifier les données |
| Canteloup                                     | 50096      | CA du Cotentin   | 4,28             | 216 (2022)                        | 50                 | modifier les données · modifier les données |
| Carneville                                    | 50101      | CA du Cotentin   | 6,88             | 240 (2022)                        | 35                 | modifier les données · modifier les données |
| Clitourps                                     | 50135      | CA du Cotentin   | 6,30             | 228 (2022)                        | 36                 | modifier les données · modifier les données |
| Crasville                                     | 50150      | CA du Cotentin   | 7,18             | 223 (2022)                        | 31                 | modifier les données · modifier les données |
| Fermanville                                   | 50178      | CA du Cotentin   | 11,60            | 1 291 (2022)                      | 111                | modifier les données · modifier les données |
| Gatteville-le-Phare                           | 50196      | CA du Cotentin   | 9,70             | 468 (2022)                        | 48                 | modifier les données · modifier les données |
| Gonneville-Le Theil                           | 50209      | CA du Cotentin   | 29,17            | 1 504 (2022)                      | 52                 | modifier les données · modifier les données |
| Maupertus-sur-Mer                             | 50296      | CA du Cotentin   | 3,42             | 229 (2022)                        | 67                 | modifier les données · modifier les données |
| Montfarville                                  | 50342      | CA du Cotentin   | 5,40             | 798 (2022)                        | 148                | modifier les données · modifier les données |
| Octeville-l'Avenel                            | 50384      | CA du Cotentin   | 6,86             | 233 (2022)                        | 34                 | modifier les données · modifier les données |
| La Pernelle                                   | 50395      | CA du Cotentin   | 7,23             | 287 (2022)                        | 40                 | modifier les données · modifier les données |
| Quettehou                                     | 50417      | CA du Cotentin   | 19,82            | 1 798 (2022)                      | 91                 | modifier les données · modifier les données |
| Réville                                       | 50433      | CA du Cotentin   | 10,55            | 1 038 (2022)                      | 98                 | modifier les données · modifier les données |
| Saint-Pierre-Église                           | 50539      | CA du Cotentin   | 8,06             | 1 797 (2022)                      | 223                | modifier les données · modifier les données |
| Sainte-Geneviève                              | 50469      | CA du Cotentin   | 4,95             | 309 (2022)                        | 62                 | modifier les données · modifier les données |
| Teurthéville-Bocage                           | 50593      | CA du Cotentin   | 21,47            | 594 (2022)                        | 28                 | modifier les données · modifier les données |
| Théville                                      | 50596      | CA du Cotentin   | 7,77             | 311 (2022)                        | 40                 | modifier les données · modifier les données |
| Tocqueville                                   | 50598      | CA du Cotentin   | 5,90             | 257 (2022)                        | 44                 | modifier les données · modifier les données |
| Valcanville                                   | 50613      | CA du Cotentin   | 6,45             | 391 (2022)                        | 61                 | modifier les données · modifier les données |
| Varouville                                    | 50618      | CA du Cotentin   | 4,19             | 222 (2022)                        | 53                 | modifier les données · modifier les données |
| Le Vast                                       | 50619      | CA du Cotentin   | 13,04            | 325 (2022)                        | 25                 | modifier les données · modifier les données |
| Le Vicel                                      | 50633      | CA du Cotentin   | 4,74             | 119 (2022)                        | 25                 | modifier les données · modifier les données |
| Vicq-sur-Mer                                  | 50142      | CA du Cotentin   | 20,58            | 1 083 (2022)                      | 53                 | modifier les données · modifier les données |
| Videcosville                                  | 50634      | CA du Cotentin   | 2,51             | 88 (2022)                         | 35                 | modifier les données · modifier les données |
| Canton du Val-de-Saire                        | 5026       |                  | 252,44           | 17 082 (2022)                     | 68                 | modifier les données                        |

## Démographie
En 2022, le canton comptait 17 082 habitants, en évolution de −1,45 % par rapport à 2016 (Manche : −0,31 %, France hors Mayotte : +2,11 %).
| 2013   | 2018   | 2022   |
| ------ | ------ | ------ |
| 17 587 | 17 167 | 17 082 |